# Darvel
Darvel ou Dervel (scots : Dairvel, gaélique écossais : Darbhail) est un village situé dans le East Ayrshire en Écosse (Royaume-Uni).
Ce village est situé sur les rives de la rivière Irvine (en), à environ 14 km à l'est de la ville de Kilmarnock. 
Le médecin et biologiste Alexander Fleming, découvreur de la pénicilline en 1928, naquit en 1881 à Lochfield Farm, une ferme se trouvant à environ 2,3 km au nord-est du village. Le zoologiste John Morton Boyd, l'un des pionniers de la protection de la nature en Écosse, est également natif de Darvel.